# 24 horas (noticiero peruano)
24 horas es el informativo principal del canal peruano Panamericana Televisión desde 1973. Es el programa más antiguo en emisión en Perú y uno de los noticieros más longevos de Latinoamérica con más de cincuenta años ininterrumpidos de labor informativa.

## Historia
El primer programa salió al aire el 14 de mayo de 1973, siendo su primer director Julio Estremadoyro. En esta etapa, 24 horas era la fusión entre un programa de variedades y un noticiero. Los presentadores de El espectáculo de la noticia (como también se le denominó entonces) fueron Humberto Martínez Morosini, José «Pepe» Ludmir, Mannie Rey (que provenían de Cincovisión, un anterior noticiero), Concho Changanaqui (conocida nadadora de breve paso por la televisión) y Osmán Hernández. Los comentarios políticos tenían una secuencia a cargo de Víctor Riveros, Alfonso Tealdo, Hugo Neira, Carlos Ferrero Costa, entre otros. A manera de suplemento final, en un estilo copiado de la TV británica, se proyectaban caricaturas sobre las noticias o entrevistados a cargo del dibujante Mario Moreno, práctica que posteriormente se trasladó a Buenos días Perú. Meses después, se integró Ernesto García Calderón quién, luego de que Pepe Ludmir emigrara a México y de la censura impuesta por la dictadura militar a Martínez Morosini, quedó como conductor principal. Se produce entonces, entre 1974 y 1976, un paulatino cambio de presentadores y comentaristas, ingresaron a 24 horas entre otros Zenaida Solís, Iván Márquez (solo por una temporada), Amanda Barral y Pepe Ságar, quién tomó la posta de García Calderón tras su fallecimiento. Hacia 1977 se inicia una nueva etapa que incluyó una nueva escenografía y la eliminación del bloque musical. El noticiero terminaba anunciando la película de la noche, previa despedida de cada uno de los narradores, que denominaban «la ronda final del programa».
A mediados de 1979, el área de prensa de Panamericana Televisión reemplaza la mayoría de sus antiguas filmadoras de dieciséis milímetros con modernas cámaras de video JVC. Lo que posibilita que las notas informativas se emitan en color, aunque su presentación en estudio continuaría en blanco y negro hasta los primeros meses del siguiente año. En mayo de 1980, con el inminente retorno de la democracia, 24 horas cambia su formato siendo relanzado con una nueva identificación y un estilo más convencional y moderno, abandonando definitivamente los sillones frente a las cámaras y la entrevista central. En esta nueva etapa totalmente en color volvió Martínez Morosini y de los anteriores conductores sólo queda Zenaida Solís. Además, se suma a la conducción Pablo de Madalengoitia y se presenta una nueva escenografía la que a fines de ese mismo año es reestructurada y se relanza como el «centro de noticias», una traducción literal del inglés news center. Nombre muy popular entonces en los informativos de varias estaciones locales estadounidenses.
En octubre de 1981 se produce el regreso de Mannie Rey e Iván Márquez y la inclusión de nuevos conductores como Carla Linares, Rosa Lozano, Fernando Llamosas, Roberto Martínez y de jóvenes reporteros, varios de los cuales posteriormente serían importantes periodistas. A fines de la década de los ochenta, Roy Morris ingresa como un conductor alterno a Humberto Martínez Morosini. Además que se recurrió a material de CBS Latinoamérica para la cobertura internacional.
Tras la cancelación del noticiero fundador de la cadena, El panamericano, el 31 de octubre de 1987, 24 horas se convierte en el decano de los teleinformativos peruanos. La voz en off de Iván Márquez caracterizó al noticiero, sobre todo en las décadas de 1980 y 1990, con su frase «También viene» (con efecto de eco) para anunciar las noticias que vendrían después del corte comercial. En 1988, tomando como ejemplo a informativos del exterior, 24 horas comienza a tener una secuencia fija de noticias deportivas, siendo su primer comentarista Emilio Lafferranderie. En 1989, tras quince años de permanencia, Zenaida Solís se retira del noticiero siendo reemplazada por la hasta entonces reportera Mónica Delta.
Con ocasión del 20.º aniversario del noticiero, el 15 de mayo de 1993, se emitió un recordado programa especial producido por el hijo del exconductor Ernesto García Calderón. En esta etapa ingresan como conductores Gonzalo Iwasaki, Maggie Prías, Lilian Zapata y Mauricio Fernandini. otro destacado exreportero. También en esta década, 24 horas tuvo una secuencia meteorológica, que se mantendría hasta 1995, primero a cargo de Ricardo Velásquez y luego con Juan Alberto Mata.
El 23 de mayo de 1997, Humberto Martínez Morosini se retiró de la conducción principal, finalizando de esta manera la «época dorada» del programa. Desde entonces, 24 horas ha tenido una serie de cambios, tanto de conductores como de identificación, inestabilidad que afectó un tanto su popularidad, aunque manteniendo el profesionalismo y el estilo formal que lo caracteriza.
En 1999, 24 horas amplía su cobertura y lanza nuevas ediciones, mediodía, sabatina, dominical y matinal. Esta última reemplazó por tiempo limitado al noticiero matutino Buenos Días, Perú hasta 2001. En ese año, ingresan como conductores de la edición central Eduardo Guzmán y Claudia Cisneros. Ella renunció, en octubre de 2001, debido al vladivideo del entonces presidente del directorio de Panamericana, Ernesto Schütz Landázuri. Fue reemplazada por Valia Barak, que condujo con Guzmán hasta fines de febrero de 2003, cuando ingresó Genaro Delgado Parker, uno de los fundadores de Panamericana Televisión, como administrador judicial. Y asumieron Jessica Tapia y Álvaro Maguiña, estos dos se quedaron en la pantalla hasta 2006. Aunque gozó de un buen índice popularidad, la mala administración del canal hizo que el informativo perdiera sintonía y credibilidad de forma notable. En ese año, ingresa a la conducción Marisol García, que condujo hasta 2008.
En 2009, con el retorno de Ernesto Schütz Freundt y su familia a la administración de Panamericana Televisión, vuelven a la conducción de la edición central Valia Barak y José Mariño. En enero de 2010 se hizo una reestructuración del noticiero: se cambió el logo, la escenografía e ingresó a la conducción Claudia Doig y Augusto Thorndike. En marzo de 2012 se hizo una nueva reestructuración e ingresaron a la conducción Raúl Tola y Marisol García (quien regresó luego de cuatro años), aunque manteniendo el mismo logotipo usado desde 2010. Tola se retiró a inicios de 2013, y vuelve Augusto Thorndike que también se retiró en junio de ese año. Y, desde entonces, Marisol García conduce la edición central en solitario hasta la actualidad.
El 29 de marzo de 2014, 24 horas se emitió por primera vez en televisión panorámica en HD, aquella histórica edición fue conducida por Carla Muschi y Ricardo Montoya. Desde ese entonces hasta 2018, la mayoría de las notas eran presentadas en formato estándar estirado a 16:9, aunque desde 2018, comienza a transmitir en transmisión nativa de 16:9.
El 28 de julio de 2018, y coincidiendo con las fiestas patrias por la independencia del Perú, Panamericana Televisión estrena nuevo centro de noticias, lo que implica la renovación de los logos e infraestructura de sus informativos.
En junio de 2021, el programa lanza una edición de adelanto de las noticias llamada 24 horas: Último minuto, a cargo de la periodista y abogada Claudia Chiroque. El espacio fue levantado del aire en noviembre del mismo año, siendo reemplazado en el horario por el programa de Lady Guillén, Dilo fuerte; además del programa Alto al Crimen, conducido por Renzo Reggiardo.
El 27 de julio del mismo año, falleció Julio Estremadoyro, primer director de 24 horas y director del área de prensa de Panamericana, quien se desempeñó en el cargo entre 1970 y 1990.
Por otro lado, el 28 de febrero de 2022, el canal añadió una nueva extensión del noticiero, denominado 2022 en 24 horas, cuya conducción se encuentra a cargo de Mávila Huertas. Este espacio se basa en el análisis de las noticias del día, complementada con entrevistas a especialistas y a los principales actores de la política nacional. A fines de marzo, Panamericana Noticias renueva la imagen de este y de otros programas periodísticos.
En 2023, Huertas abandonó la extensión dedicada a la política política, siendo reemplazada por Tatiana Alemán.

## Conductores

### Conductores en la actualidad
| Edición   | Conductores                      | Comentaristas deportivos                 |
| --------- | -------------------------------- | ---------------------------------------- |
| Central   | Marisol García                   | Franco Lostaunau                         |
| 2025      | Tatiana Alemán                   | —                                        |
| Mediodía  | Paola Moreno                     | Carmen Alvarado (Bloque Internacionales) |
| Sabatina  | Carmen Alvarado                  | Raúl Romero                              |
| Dominical | Tifanny Tipiani Fernando Marcelo | —                                        |

### Edición central (1973-presente)
- Humberto Martínez Morosini (1973-1975 y 1980-mayo de 1997)
- José «Pepe» Ludmir (1973-1975)
- Alfonso Tealdo (1973-1975)
- Mannie Rey (1973-1976 y 1981-1982)
- Consuelo Changanaqui (1973-1974)
- Osmán Hernández (1973-1980)
- Ernesto García Calderón (1974-1977)
- Iván Márquez (1974 y 1980-1987)
- Zenaida Solís (1974-1989)
- Amanda Barral (1975-1980)
- Ángel Tacchino (1975-1976 y 1982)
- Pablo de Madalengoitia (1980-1981)
- Güido Lombardi (1981)
- Carla Linares (1982-1985)
- Roberto Martínez Meza (1982-1983)
- Jorge Stagnaro (1983-1986)
- Roy Morris (1987-1994)
- Mónica Delta (1989-1995)
- José Mariño (enero de 1992-enero de 2010)
- Lilian Zapata (1993-1996)
- Maggie Prías (1992-1994)
- Mauricio Fernandini (1993-1998)
- Gonzalo Iwasaki (1993-marzo de 1999)
- Mariana Sánchez-Aizcorbe (1996-1997)
- Denise Arregui (junio de 1998-marzo de 1999)
- Eduardo Guzmán (marzo de 1999-febrero de 2003)
- Claudia Cisneros (marzo de 1999-octubre de 2001)
- Valia Barak (enero-junio de 1998) (octubre de 2001-febrero de 2003 y julio de 2009-enero de 2010)
- Jessica Tapia (marzo de 2003-agosto de 2006)
- Álvaro Maguiña (marzo de 2003-julio de 2006)
- Gunter Rave (febrero de 2003-junio de 2009)
- Marisol García Freundt (julio de 2005-diciembre de 2008 y marzo de 2012-presente)
- Luis Alfonso Morey (2009)[15]
- Claudia Doig (enero-agosto de 2010)
- Augusto Thorndike (agosto de 2010-junio de 2013)
- Raúl Tola (marzo de 2012-enero de 2013)

### Edición mediodía (1999-presente)
- Valia Barak (septiembre de 1999-octubre de 2001 y febrero de 2011-marzo de 2012)
- Paola Pejovés (octubre de 2001-julio de 2006)
- Gunter Rave (febrero de 2003-junio de 2009)
- Melissa Peschiera (junio-diciembre de 2003)
- Giovanna Constantini (julio de 2006-junio de 2009)
- Carla Muschi (junio de 2009-febrero de 2011)
- Gonzalo Iwasaki (enero-abril de 2010)
- Heidi Grosmann (marzo-diciembre de 2012)
- Mario Saldaña (marzo-julio de 2012)
- Verónica Homs (marzo-julio de 2012)
- Jaime Chincha (julio de 2012-mayo de 2014)
- Francisco «Paco» Flores (septiembre de 2013-julio de 2022)
- Verónica Ospina (mayo de 2014-mayo de 2015)
- Pamela Acosta (julio de 2015-diciembre de 2019 y noviembre de 2023)
- Eliana «Ely» Yutronic (julio de 2022-noviembre de 2023)
- Paola Moreno (18 de diciembre de 2023-actualidad)[16]

### Edición sabatina (1999-presente)
- Valia Barak (1999-octubre de 2001)
- José Mariño (octubre de 2001-2008)
- Paola Pejovés (octubre de 2001-agosto de 2006)
- Gunter Rave (febrero de 2003-junio de 2009)
- Claudia Hernández Oré (marzo de 2007-abril de 2009 y julio de 2012-noviembre de 2013)
- Carla Muschi (junio de 2010-julio de 2012 y noviembre de 2013-enero de 2019)
- Pamela Acosta (enero-julio de 2019)
- Ariana Lira (julio-agosto de 2019)
- Eliana «Ely» Yutronic (agosto de 2019-noviembre de 2023)
- Paola Moreno (diciembre de 2023-presente)
- Fernando Marcelo (diciembre de 2023-presente)
- Carmen Alvarado (diciembre de 2023-presente)

### Edición dominical (1999-2009 / 2023-presente)
- José Mariño (1999-julio de 2008)
- Denise Arregui (enero-marzo de 1999)
- Katia Duharte (marzo-julio de 1999)
- Mónica Chacón (septiembre de 2003-enero de 2004)
- Giovanna Constantini (2006-junio de 2007)
- Jessica Tapia (junio de 2007-junio de 2008)
- José Rocha (junio de 2007-2009)
- Gunter Rave (julio de 2008-2009)
- Tifanny Tipiani (diciembre de 2023-presente)
- Fernando Marcelo (diciembre de 2023-presente)

### Edición matinal (1999-2001)
La edición matinal reemplazó por dos años a Buenos días, Perú.
- Mauricio Fernandini (1999-2000)
- Katia Duharte (1999-2000)
- Enrique Vidal (1999-2000)
- Pamela Vértiz (2000-2001)
- Melissa Peschiera (2000-2001)
- Valia Barak (2000-2001)

### Edición último minuto (2021)
- Claudia Chiroque (junio de 2021-16 de noviembre de 2021)

### Edición 2022-2025 (2022-presente)
Bloque dedicado al análisis informativo y entrevistas a personajes de la política nacional.
- Mávila Huertas (febrero de 2022-diciembre de 2023)
- Tatiana Alemán (8 de enero de 2024-presente)[17]

### Comentaristas deportivos
- Alfonso "Pocho" Rospigliosi (1973-1986)
- Emilio Lafferranderie, el Veco (1986-agosto de 1998)
- Micky Rospigliosi (diciembre de 1995-marzo de 1999)
- Sammy Sadovnik (agosto de 1997-marzo de 1999)
- Luis Trisano (marzo de 1999-junio de 2009)
- Javier Lossio (julio-septiembre de 2009)
- Omar Ruiz de Somocurcio (septiembre de 2009-2024)
- Ricardo Montoya (noviembre de 2013-diciembre de 2015)
- Raúl Romero (2016-presente)

### Espectáculos y afines
- Bruno Pinasco (programa Cinescape, 2000, edición matinal).
- Verónica Homs (Espectáculos, 2012, edición mediodía)
- Carmen Alvarado (Bloque Internacionales, 2024-presente, edición mediodía)

### Participaciones especiales
- Mario Moreno (1973-1980)
- Víctor Riveros (1973-1976)
- Hugo Neira (1973-1974)
- Carlos Ferrero Costa (1978-1980)
- Mariano Grondona (1989)
- Alejandro Guerrero (2003)
- Juan Carlos López (2013-2014)

## Directores
- Julio Estremadoyro Alegre (1973-1998)
- Eduardo Guzmán Iturbe (1998-2001)
- Fernando Viaña Villa (2001-2003)
- Alejandro Guerrero Torres (2003-2008)
- Augusto Thorndike del Campo (2010-2012)
- Renato Canales Montoya (2012-presente)

## Cortinas musicales
La primera cortina musical fue una unión de dos fragmentos de la Sinfonía nro.9 en re menor Coral, op. 125, de Ludwig Van Beethoven, segundo movimiento-Scherzo: Molto vivace-presto en versión de Walter Carlos. Más adelante, usarían por poco tiempo una versión de Classical Gas de Mason Williams en versión libre de Telesound Inc., luego volvieron al tema anterior.
Entre 1980 y 1997 se utilizó la más clásica de las cortinas musicales de 24 horas: los primeros veinte segundos de Berimbau, de Vinicius de Moraes, interpretada por Stanley Black. A la que seguía un fragmento de Le Nuit Blanche, de Giorgio Moroder & Munich Machine. El fragmento inicial de Berimbau posteriormente también identificó al Noticiero Promec, de la televisión colombiana, de 1984 a 1987.
En 1997, se graba especialmente una música de estudio basada en la mencionada versión de Berimbau, ésta se mantuvo hasta enero de 2010.
Luego, se utilizó provisionalmente Slam Dunk compuesta por Chris Hajian para el sello Megatrax hasta abril de 2010, cuando se comienza a usar una mezcla basada en News 2000 de Mark Haffner (Megatrax) y una libre interpretación de Berimbau.
Desde 2012, se reutiliza la versión del Berimbau, de 1997, y desde junio de 2017 se emplea un nuevo cover del mismo tema.

## Logotipos
- 1973-1977: El número «24» en tipo de letra rectangular de ángulos empalmados, el número 2 aparecía ligeramente colocado sobre el 4. Debajo, el texto «HORAS» en fuente Square 721 Bold Extended, este logo tuvo algunas variantes.
- 1977-1980: El número «24» con los dígitos desnivelados, el «2» elevado y el «4» hacia abajo.
- 1980-1998: El número «24» grande color dorado y debajo, más pequeño pero al mismo ancho, el texto «HORAS»; ambos generalmente en fuente Helvética, la cual podía variar ocasionalmente debido a las limitaciones tecnológicas de las tituladoras empleadas entre 1980 y 1988, las variaciones tipográficas fueron notorias incluso en algunas escenografías de la época.
- Junio 1998-enero 2010: Un rectángulo azul con una línea anaranjado degradado que contiene un «24» de color amarillo en fuente Helvética Black, debajo, una línea rojo y abajo, un rectángulo blanco con la palabra «HORAS» de color negro en fuente Impact.
- Junio 2009-enero 2010: Variante del anterior, pero el color del cuadrado azul dónde figura el «24» cambia de color a celeste, en el texto «HORAS» la fuente cambia a Helvética Bold y al costado derecho del logo figura un globo terráqueo celeste.
- Enero de 2010-julio de 2018: Un rectángulo rojo con un pequeños contornos redondos conteniendo el número «24» y debajo el texto «HORAS» con un ligero corte en la parte izquierda de la letra «A», empalmando con la «R» que le antecede; ambos de color blanco y gris respectivamente y en tipografía Bankgothic.
- Julio 2018-Mayo 2022: Un logo similar al anterior, en el cual los textos cambiaron la tipografía Bankgothic por Helvética Condensed, además el rectángulo rojo adquiere un aspecto más tridimensional.
- Mayo 2022-presente: El logo consta del dígito «24» en tipo de letra Swiss Condensed Bold y debajo la palabra «HORAS» en tipo de letra Aldo Roman. La imagen se parece un poco a los logos de 1973-1980 y 1980-1998, pero con las tipografías cambiadas y detrás del logo, aparecen dos recuadros redondeados de color azul y rojo colocados uno encima de otro y con diferentes rotaciones.